# Jared Connaughton
Jared Connaughton (ur. 20 lipca 1985 w Charlottetown) – kanadyjski lekkoatleta, sprinter. 
Był uczestnikiem mistrzostw świata juniorów w Grosseto. W 2006 zdobył brązowy medal w biegu na 200 metrów podczas młodzieżowych mistrzostw NACAC. Rok później wywalczył srebro w sztafecie 4 × 100 metrów na igrzyskach panamerykańskich w Rio de Janeiro. Startował na mistrzostwach świata w Osace w 2007 roku. W 2008 reprezentował Kanadę na igrzyskach olimpijskich w Pekinie, na których zajął 6. miejsce w sztafecie 4 × 100 metrów, a indywidualnie odpadł w półfinale biegu na 200 metrów. Wraz z kolegami z reprezentacji, uplasował się na 5. pozycji w biegu rozstawnym 4 × 100 metrów podczas mistrzostw świata w Berlinie. W 2010 startował na igrzyskach Wspólnoty Narodów, na których zajął 4. miejsce w biegu na 200 metrów. Bez powodzenia startował na mistrzostwach świata w Daegu w 2011. W 2012 dotarł do półfinału biegu na 200 metrów podczas igrzysk olimpijskich w Londynie. Medalista mistrzostw kraju.

## Osiągnięcia
| Rok  | Impreza                       | Miejsce        | Konkurencja             | Lokata      | Wynik |
| ---- | ----------------------------- | -------------- | ----------------------- | ----------- | ----- |
| 2004 | Mistrzostwa świata juniorów   | Grosseto       | bieg na 200 metrów      | półfinał    | 21,42 |
| 2006 | Młodzieżowe mistrzostwa NACAC | Santo Domingo  | bieg na 200 metrów      | 3. miejsce  | 21,14 |
| 2007 | Igrzyska panamerykańskie      | Rio de Janeiro | bieg na 200 metrów      | półfinał    | 20,85 |
| 2007 | Igrzyska panamerykańskie      | Rio de Janeiro | sztafeta 4 × 100 metrów | 2. miejsce  | 38,87 |
| 2007 | Mistrzostwa świata            | Osaka          | sztafeta 4 × 100 metrów | eliminacje  | 39,43 |
| 2008 | Igrzyska olimpijskie          | Pekin          | bieg na 200 metrów      | półfinał    | 20,58 |
| 2008 | Igrzyska olimpijskie          | Pekin          | sztafeta 4 × 100 metrów | 6. miejsce  | 38,66 |
| 2009 | Mistrzostwa świata            | Berlin         | bieg na 200 metrów      | ćwierćfinał | DSQ   |
| 2009 | Mistrzostwa świata            | Berlin         | sztafeta 4 × 100 metrów | 5. miejsce  | 38,39 |
| 2010 | Igrzyska Wspólnoty Narodów    | Nowe Delhi     | bieg na 200 metrów      | 4. miejsce  | 20,57 |
| 2011 | Mistrzostwa świata            | Daegu          | bieg na 200 metrów      | eliminacje  | 20,83 |
| 2011 | Mistrzostwa świata            | Daegu          | sztafeta 4 × 100 metrów | eliminacje  | 39,28 |
| 2012 | Igrzyska olimpijskie          | Londyn         | bieg na 200 metrów      | półfinał    | 20,64 |
| 2012 | Igrzyska olimpijskie          | Londyn         | sztafeta 4 × 100 metrów | –           | DSQ   |
| 2013 | Igrzyska frankofońskie        | Nicea          | bieg na 100 metrów      | 4. miejsce  | 10,61 |
| 2013 | Igrzyska frankofońskie        | Nicea          | sztafeta 4 × 100 metrów | 1. miejsce  | 39,14 |
| 2014 | IAAF World Relays             | Nassau         | sztafeta 4 × 100 metrów | 6. miejsce  | 38,55 |
| 2014 | Igrzyska Wspólnoty Narodów    | Glasgow        | bieg na 100 metrów      | eliminacje  | 10,47 |

## Rekordy życiowe
- Bieg na 50 metrów (hala) – 5,79 (2012)
- Bieg na 60 metrów (hala) – 6,64 (2009)
- Bieg na 100 metrów – 10,13 (2014) / 10,04w (2011)
- Bieg na 200 metrów – 20,30 (2012)
- Bieg na 200 metrów (hala) – 21,18 (2007)